# Zahlschrift des Aryabhata
Der Aryabhata-Code, auch Zahlsystem des Aryabhata, ist eine Darstellung von Zahlen durch Silben, die der indische Astronom und Mathematiker Aryabhata definierte, um seine mathematischen Formeln in Sanskrit-Versen zu schreiben. Der Code verwendet die 33 Konsonanten und 9 Vokale des indischen Alphabets und kann die ganzen Zahlen von 1 bis 1018 darstellen. Da einigen Zahlen mehrere Silbenfolgen zugeordnet werden können, ist der Code nicht eineindeutig.

## Vorgeschichte
Man weiß nur sehr wenig über die Entstehungsgeschichte des Codes. Wohl noch aus der Zeit der alexandrinischen Feldzüge um 330 v. Chr., aber auch durch die engen Beziehungen Indiens zum Persischen Reich der Sassaniden-Dynastie 226–641 n. Chr., erhielten indische Gelehrte Kenntnisse der griechischen und damit der babylonischen Astronomie, sowie von deren sexagesimalen Stellenwertsystem. Die ersten Stellenwertdarstellungen sind indischen Astronomen bereits um 500 bekannt. Die Zahlen sind aber noch nicht in Ziffern, sondern in Wortzahlen oder Sinnbildern abgefasst und in Verse gehalten. Interessanterweise existierten zwar bereits seit etwa 250 v. Chr. die Brahmi-Ziffern, also Schriftzeichen, die ausschließlich zur Darstellung von Zahlen verwendet wurden und die die Vorläufer unserer heutigen Zahlsymbole werden sollten, offenbar wurden sie jedoch bis ins 7. Jahrhundert nur im Alltag, nicht aber für religiöse oder wissenschaftliche Schriften in Sanskrit verwendet.

## Definition und Eigenschaften

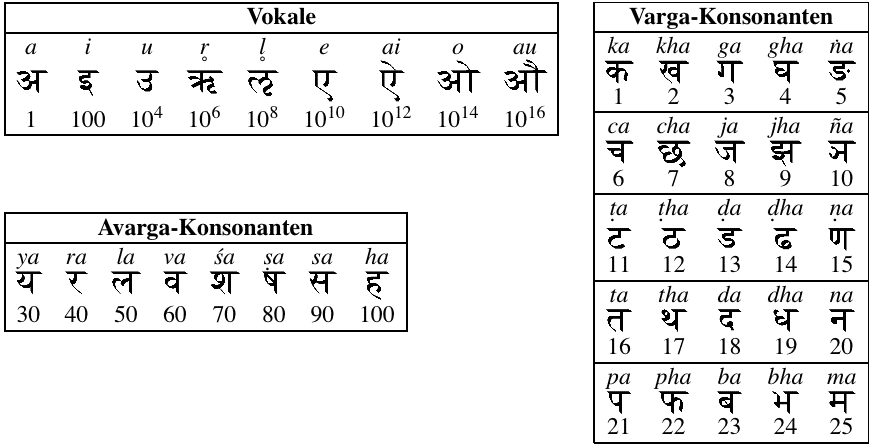
Codiertabelle von Aryabhata

Aryabhata bediente sich um 510 im ersten Kapitel Gitikapada seines Buchs Aryabhatiya eines eigenen Zahlsystems zur Basis 100, indem er die Zahlen durch Silben bezeichnete.
Die Vokale {\displaystyle a,i,u} und so weiter geben die Potenzen von 100 an, die von Aryabhata so genannten Varga-Konsonanten (Varga = "Quadrat") von {\displaystyle ka} bis {\displaystyle ma} haben die Werte 1 bis 25 (beispielsweise {\displaystyle ca=6,ga=3,{\mbox{ṇa}}=5,cha=7}), und die übrigen 8 Avarga-Konsonanten von {\displaystyle ya} bis {\displaystyle ha} haben die Werte 30, 40, …, 100. Die Silben mit {\displaystyle a} geben also die Einer und Zehner an, die Silben mit {\displaystyle i} die Hunderter und Tausender und so fort, also beispielsweise
{\displaystyle khya=khaya=2+30=32},
und
{\displaystyle khyu=khuyu=(2+30)\times 10^{4}=320.000}.
Aryabhatas Zahlensystem ist also kein Positionssystem, eine Zahl wird als Summe ihrer Hunderterpotenzen geschrieben. Zudem ist das System nicht eindeutig, beispielsweise ist {\displaystyle ha=ki=100} oder {\displaystyle {\dot {n}}ma=ya=30}. Diese Mehrdeutigkeiten waren Aryabhata aber durchaus bewusst, letztere erwähnt er sogar ausdrücklich, vermutlich wollte er so mehr Freiheitsgrade zur Zahldarstellung im metrischen Versmaß ermöglichen.
Eine Null ist in diesem System bemerkenswerterweise gar nicht nötig, fehlende Summenglieder werden einfach weggelassen. Dennoch verwendet Aryabhata in der Erklärung seines Systems das Wort {\displaystyle kha} für "Leere", "Stelle" oder "Null", was oft als Hinweis dafür genommen wird, dass er das Dezimalsystem mit der Null bereits kannte. Allerdings verwendete erst ein Jahrhundert nach Aryabhata dessen Schüler Bhaskara I. in seinem Kommentar zur Aryabhatiya aus dem Jahr 629 erstmals unser heutiges Dezimalsystem mit den ersten neun Brahmi-Ziffern und der Null. Aryabhatas Code blieb ohne weitere mathematische Anwendungen und ist damit mathematikhistorisch eher eine Randerscheinung, allerdings war sein Einfluss auf unser heutiges Zahlsystem vermutlich wesentlich.

## Gründe zur Entwicklung des Codes
Über die Gründe Aryabhatas zur Entwicklung seines Zahlsystems kann nur spekuliert werden. Die durch die Buchstaben gebildeten Zahlen sind zunächst nicht leicht verständlich und mussten auch von den alten Indern in die gewöhnlichen Zahlwörter übertragen werden. Auch zum effizienten Rechnen eignet sich das System kaum, zudem sind einige der Lautkombinationen ausgesprochene Zungenbrecher. In der Literatur werden folgende Vorteile des Codes genannt:
- Durch die verschiedenen Darstellungsmöglichkeiten lassen sich die Zahlwörter relativ leicht in den metrischen Vers einbauen, was mit festgelegten Zahlwörtern kaum möglich ist.
- Große Zahlen werden durch verhältnismäßig kurze Buchstabenfolgen dargestellt. Beispielsweise stellt Aryabhata die Zahl der siderischen Sonnenumläufe eines Yugas dar als

khyughṛ = (2 + 30) ⋅ 104 + 4 ⋅ 106 = 4 320 000.
- Mit dem aryabhatischen Zahlsystem gelingt es relativ leicht, Näherungsverfahren zum Ziehen der Quadratwurzel und der Kubikwurzel durchzuführen;[4] sie basieren im Wesentlichen auf den binomischen Formeln

{\displaystyle {\sqrt {a^{2}+2ab+b^{2}}}=a+b,\qquad {\sqrt[{3}]{a^{3}+3a^{2}b+3ab^{2}+b^{3}}}=a+b.}